# Gultchohra Mammadova
 (janvier 2025).
Gultchohra Mammadova (en azeri : Gülçöhrə Hüseyn qızı Məmmədova ; née le 24 avril 1953 dans la région de Vedia, RSS d'Arménie) est une personnalité sociopolitique. Député du Milli Majlis de la République d'Azerbaïdjan des 2e et 4e convocations. Docteur en Architecture, Professeur. Recteur de l'Université d'architecture et de construction d'Azerbaïdjan. Architecte émérite d'Azerbaïdjan(2006).

## Biographie
Après avoir obtenu son diplôme d'études secondaires en 1971, Gultchohra Huseyn gyzy Mammadova entre à la faculté d'architecture de l'Institut polytechnique d'Azerbaïdjan et, en 1976, est diplômée de la faculté d'architecture de l’Institut azerbaïdjanais des ingénieurs civils. En 1979, elle travaille comme assistante au département des structures architecturales et de restauration des monuments du même institut. En 1987, il est élue maître de conférences, en 1991 - professeur agrégé et en 2000 - professeur du même département.
En 1999, elle est nommée rectrice de l’Université d’architecture et de construction d’Azerbaïdjan.

## Activité scientifique
Son activité scientifique est principalement liée à l'étude de l'architecture de l'Albanie caucasienne et de l'architecture religieuse chrétienne sur le territoire de l'Azerbaïdjan et consiste à travailler sur des projets de restauration et de reconstruction scientifique de nombreux monuments. 
Depuis 1985, Gultchohra Mammadova est membre de l'Union des architectes d'Azerbaïdjan.En 1985, Gulchohra Mammadova soutient sa thèse de doctorat sur le thème « L’architecture chrétienne médiévale de l’Albanie du Caucase » et en 1999 sa thèse de doctorat sur le thème « L’architecture religieuse de l’Albanie du Caucase ». 
Elle fait des présentations lors de nombreuses conférences scientifiques internationales et dirige de nombreux projets internationaux sur la restauration de monuments architecturaux.Elle est membre à part entière de la branche Europe de l'Est de l'Académie internationale des sciences et de l'Académie internationale d'architecture des pays de l'Est.

## Activité politique
De 2000 à 2005, Gultchohra Mammadova  est élue député du Milli Majlis de la République d'Azerbaïdjan de la 2e convocation. En 2010, elle est de nouveau élue député de la 4e convocation.

## Titres et Décorations
- Ordre de la Gloire (Azerbaïdjan)
- Diplôme honorifique du président (Azerbaïdjan)
- Architecte émérite de la République d'Azerbaïdjan